# Crefelder HTC
Der Crefelder HTC (vollständig Crefelder Hockey und Tennis Club 1890 e. V., CHTC) ist ein Sportverein aus dem nordrhein-westfälischen Krefeld. Die Sportarten, auf die sich der Klub konzentriert, sind Hockey und Tennis.
Bundesweit bekannt geworden ist der Club vor allem durch seine Hockeyabteilung. Mehrfach konnten sich Mannschaften im deutschen Spitzensport positionieren und Erfolge erzielen.
Die 1. Herrenmannschaft spielt schon seit Jahren in der 1. Bundesliga und zwar sowohl auf dem Feld als auch in der Halle. Zeitweise gelang dies auch der 1. Damenmannschaft. Die Jugendmannschaften konnten einige Meistertitel gewinnen.
Eine Reihe Krefelder Spieler, wie z. B. Matthias Witthaus und Christian Schulte standen im Jahr 2006 im Kader der Hockeynationalmannschaft und wurden Weltmeister. Auch der Bundestrainer dieser Mannschaft war für den Verein tätig. 1983 kam der damals 23-jährige Bernhard Peters als Sportdirektor zu den Krefeldern und trainierte auch diverse Jugendmannschaften.
Im Jahre 2007 gewann der CHTC den Europapokal der Landesmeister.

## Geschichte
Im Jahre 1890 wurde der Crefelder Tennisclub gegründet. Die Tennisanlage an der Hüttenallee wurde 1901 errichtet und eingeweiht. Im Jahre 1912 wurde der Crefelder Hockeyclub gegründet, der zunächst auf dem Sportplatz Blumenthal, dann auf der Radrennbahn Kaiser-Wilhelm-Park und später auf der Stadtwaldwiese seinen Spielbetrieb hatte. 1930 wurde das Gelände an der Vreed, die heutige Gerd-Wellen-Hockeyanlage, von der Stadt gepachtet. Der Tennisclubs Rot-Weiss wurde 1922 gegründet und durch die Fusion dieser drei Vereine im Jahre 1938 entstand schließlich der Crefelder Hockey- und Tennis Club 1890 e. V., kurz CHTC.
Im Zweiten Weltkrieg wurde die Hockeyanlage in der Vreed zerstört, doch 1954 nach 3-jähriger Arbeit wieder neu aufgebaut. Feierlich wurde die neue Austragungsstätte mit ihren drei Rasenfeldern und einem neuen Mannschaftshaus im Rahmen eines Turniers der 1. Herren- und 1. Damenmannschaft eingeweiht. Teilnehmende Mannschaften waren unter anderem: Gladbacher HTC, Uhlenhorst Mülheim, DHC Hannover, HC München-Pasing und VfR Mannheim. 1959 zog auch die Tennisanlage nach und die Erweiterung des Tennis-Clubhauses wurde fertiggestellt. Außerdem wurde ein separates Umkleidehaus für die Tennisspieler eingeweiht.
1982 wurde schließlich auch ein neues Umkleidehaus auf der Hockeyanlage in der Vreed eingeweiht. Bis heute steht das Haus noch auf der Hockeyanlage und wird, obwohl im Jahre 2010 ein neues Trainingszentrum eingeweiht wurde, immer noch benutzt. In erster Linie befinden sich dort die Umkleidekabinen der Jugendmannschaften des CHTC.
1990 folgte ein weiterer Meilenstein: Einer der drei Rasenplätze wurde in einen Kunstrasenplatz umgebaut, um an das „moderne Hockey“ Anschluss zu bekommen. Feierlich wurde der Platz, der auf eine bis dato einmalige Art und Weise realisiert wurde, eingeweiht. Jeder Quadratmeter des Platzes (insgesamt 6000) wurde für 200 Mark verkauft und zusätzlich bekam man ein Los für die Tombola beim „Hockey-Go-On 1990“. Auf diese Art und Weise wurde die Finanzierung des Platzes sichergestellt. 2003 war ein weiteres wichtiges Jahr für den Crefelder HTC: Zum einen wurde die Hockeyanlage nach dem langjährigen Förderer der Hockeyjugend, Gerd Wellen, benannt und neben der Erneuerung der Spielfläche des Kunstrasenplatzes 1 entstand ein zweiter moderner Kunstrasenplatz. Die Hockeyanlage gehörte nun mit zwei bewässerten Vollkunstrasenfeldern und einem Naturrasenplatz zu den bestausgestatteten Hockeyanlagen in Deutschland.
Im Jahr 2009 wurde auf der damaligen Mitgliederversammlung dem Vorschlag des Vorstands, ein neues Hockeyhaus auf der Gerd-Wellen-Hockeyanlage zu bauen, zugestimmt. Die Kapazitäten des „Alten Hauses“ reichten nicht mehr aus, um den knapp 600 aktiven Hockeyspielern gerecht zu werden. Bereits ein Jahr später wurde das Haus fertiggestellt und feierlich beim „Hockey Go-On 2010“ eingeweiht. Außerdem erfolgte eine komplette Sanierung der Tennisanlage.

## Hockey
| Europapokalbilanz Herren Feld |                    |        |       |             |
| Jahr                          | Wettbewerb         | Niveau | Platz | Ort         |
| 2004                          | Cup Winners Cup    | 1      | 3     | Eindhoven   |
| 2007                          | Club Champions Cup | 1      | 1     | Bloemendaal |
| 2008                          | Euro Hockey League | 1      | VR 24 | Den Haag    |

Die Hockeymannschaften des Crefelder HTC blicken auf eine lange, erfolgreiche Historie zurück. Beispielsweise wurde 1978 die weibliche Jugend Westdeutscher Meister und die Mädchen A gelang sogar der große Coup mit der Deutschen Meisterschaft 1978. Vier Jahre später wurde die männliche Jugend B Deutscher Meister, wie auch 1986.
Die 1. Herrenmannschaft schaffte 1979 den Sprung in die Feldhockey-Bundesliga, genauso wie die Damen 1983. In den kommenden 20 Jahren mussten beide Mannschaften Abstiege hinnehmen, jedoch gelang immer wieder der schnelle Aufstieg. Seit 2001 gehört die 1. Herrenmannschaft fest zur 1. Bundesliga und blickt auf eine Erfolge zurück. Die größten Siege der Vereinsgeschichte waren die Deutschen Meisterschaften im Jahre 2006 (Feld), 2007 (Halle) und 2025 (Feld) sowie die Europa Cup Siege in den Jahren 2007 (Feld) und 2008 (Halle).
Die 1. Damenmannschaft musste 2005 den Gang in die zweite Liga antreten und damit wurde ein Umbruch in der Mannschaft gestartet. Nach einigen Jahren in der Regionalliga auf dem Feld und der Oberliga in der Halle erfolgte 2015 der Aufstieg in die Bundesliga.

### Erfolge

#### Feldhockey
1. Herrenmannschaft
- Deutscher Meister in der Saison 2005/06 durch ein 7:1 über den HTC Stuttgarter Kickers
- Europapokal der Landesmeister in der Saison 2006/07 durch ein 1:0 über Atlètic Terrassa (Spanien)
- Deutscher Meister in der Saison 2024/25 durch ein 3:1 über Rot-Weiss Köln

#### Hallenhockey
1. Herrenmannschaft
- Deutscher Meister in der Saison 2006/07 durch ein 1:0 (torärmstes Endspiel der Deutschen Meisterschaften im Hallenhockey aller Zeiten) über den Düsseldorfer HC
- Europapokal der Landesmeister in der Saison 2007/08 durch ein 3:2 (durch Golden Goal) über KS Pocztowiec Poznań
- Deutscher Vize-Meister in der Saison 2024/25 durch ein 11:12 (8:8) nach Penalty-Schießen gegen den Harvestehuder THC

### Beteiligung an internationalen Titeln
Die Spieler des CHTC waren an folgenden internationalen Titeln beteiligt:
| Jahr | Ort                   | Titel                                         | beteiligt                                                                                                |
| ---- | --------------------- | --------------------------------------------- | --- |
| 1981 | Barcelona             | Junioreneuropameister                         | Dirk Wellen                                                                                              |
| 1982 | Kuala Lumpur          | Juniorenweltmeister                           | Dirk Wellen                                                                                              |
| 1985 | Vancouver             | Juniorenweltmeister                           | Ulrich Köppen                                                                                            |
| 1989 | Ipoh                  | Juniorenweltmeister                           | Klaus Michler, André Schiefer                                                                            |
| 1991 | Paris                 | Europameister                                 | Klaus Michler                                                                                            |
| 1991 | Berlin                | Champions-Trophy-Sieger                       | Klaus Michler                                                                                            |
| 1992 | Karatschi             | Champions-Trophy-Sieger                       | Klaus Michler                                                                                            |
| 1992 | Barcelona             | Olympiasieger                                 | Klaus Michler                                                                                            |
| 1993 | Barcelona             | Juniorenweltmeister                           | Axel Eichel, Martin Eimer, Ingo Krüger                                                                   |
| 1994 | Bonn                  | Halleneuropameister                           | Klaus Michler                                                                                            |
| 1995 | Dublin                | Europameister                                 | Klaus Michler                                                                                            |
| 1995 | Karatschi             | Champions-Trophy-Sieger                       | Klaus Michler                                                                                            |
| 1996 | Cardiff               | Juniorinneneuropameister                      | Caroline Casaretto                                                                                       |
| 1996 | Dänemark              | Juniorenvizeeuropameister                     | Dirk Brüse, Stefan Didyk, Christoph u. Martin Eimer, Max Klink, Sebastian Schmoranzer, Christian Schulte |
| 1996 | Atlanta               | 4. Platz Olympia                              | Klaus Michler                                                                                            |
| 1996 | Frankreich            | Halleneuropameister                           | Christoph Eimer, Christian Schulte                                                                       |
| 1996 | Milton Keynes         | 3. Platz Juniorenweltmeister                  | Christian Achtmann, Dirk Brüse, Stefan Didyk, Max Klink                                                  |
| 1998 | Utrecht               | 3. Platz Weltmeisterschaft                    | Klaus Michler                                                                                            |
| 1998 | Posen                 | Junioreneuropameister                         | Uli Bergmann, Stefan Didyk, Max Klink, Matthias Witthaus                                                 |
| 1999 | Verona                | Europameister                                 | Matthias Witthaus                                                                                        |
| 1999 | Köln                  | Vizeeuropameister Damen                       | Caroline Casaretto                                                                                       |
| 2000 | Madrid                | Juniorenvizeeuropameister                     | Uli Bergmann, Till Kriwet                                                                                |
| 2002 | Kuala Lumpur          | Weltmeister                                   | Christian Schulte, Matthias Witthaus                                                                     |
| 2002 | Lausanne              | Juniorenvizeeuropameister                     | Till Kriwet                                                                                              |
| 2002 | Rotterdam             | Jugendvizeeuropameister                       | Timm Witthaus                                                                                            |
| 2003 | Leipzig               | Halleneuropameister                           | Christian Schulte, Matthias Witthaus                                                                     |
| 2003 | Leipzig               | Hallenweltmeister                             | Christian Schulte, Matthias Witthaus                                                                     |
| 2003 | Barcelona             | Europameister                                 | Christian Schulte, Timo Wess, Matthias Witthaus,                                                         |
| 2004 | Athen                 | Goldmedaille Olympia                          | Caroline Casaretto                                                                                       |
| 2004 | Athen                 | Bronzemedaille Olympia                        | Christian Schulte, Timo Wess, Matthias Witthaus,                                                         |
| 2005 | Leipzig               | 3. Platz Europameisterschaft                  | Christian Schulte, Timo Wess, Matthias Witthaus                                                          |
| 2006 | Mönchengladbach       | Weltmeister (Feld)                            | Torsten Althoff, Christian Schulte, Timo Wess, Matthias Witthaus                                         |
| 2007 | Wien                  | Weltmeister (Halle)                           | Oskar Deecke, Oliver Korn, Timo Wess                                                                     |
| 2008 | Jekaterinburg         | Vizeeuropameister (Halle)                     | Oskar Deecke                                                                                             |
| 2008 | Peking                | Goldmedaille Olympia                          | Matthias Witthaus, Timo Wess (hier bei Rot-Weiss Köln)                                                   |
| 2009 | Johore Bahru          | Juniorenweltmeister (Feld)                    | Felix Klein, Niklas Sakowsky, Patrick Schmidt (hier bei GTHGC) Mannschaftsarzt Dietmar Alf               |
| 2009 | Amsterdam             | Vizeeuropameister (Feld)                      | Oskar Deecke, Mannschaftsarzt Dietmar Alf                                                                |
| 2010 | Neu-Delhi             | Vizeweltmeister (Feld)                        | Linus Butt, Oskar Deecke, Mannschaftsarzt Dietmar Alf                                                    |
| 2011 | Posen                 | Weltmeister (Halle)                           | Oskar Deecke                                                                                             |
| 2011 | Mönchengladbach       | Europameister (Feld)                          | Linus Butt, Oskar Deecke                                                                                 |
| 2012 | Leipzig               | Europameister (Halle)                         | Oskar Deecke                                                                                             |
| 2012 | London                | Goldmedaille Olympia                          | Linus Butt, Oskar Deecke                                                                                 |
| 2013 | Boom                  | Europameister (Feld)                          | Linus Butt, Oskar Deecke                                                                                 |
| 2013 | Neu-Delhi             | Junioren-Weltmeister (Feld)                   | Mark Appel, Niklas Wellen, Timur Oruz                                                                    |
| 2014 | Den Haag              | 6. Platz Weltmeisterschaft (Feld)             | Linus Butt                                                                                               |
| 2014 | Waterloo              | Juniorenvizeeuropameister (Feld)              | Mark Appel, Florian Pelzner, Niklas Wellen                                                               |
| 2015 | London                | Vizeeuropameister (Feld)                      | Linus Butt, Oskar Deecke, Niklas Wellen                                                                  |
| 2016 | Prag                  | Europameister (Halle)                         | Linus Butt                                                                                               |
| 2016 | Rio de Janeiro        | Bronzemedaille Olympische Sommerspiele (Feld) | Linus Butt, Oskar Deecke, Niklas Wellen                                                                  |
| 2021 | Amstelveen            | Vizeeuropameister (Feld)                      | Niklas Wellen                                                                                            |
| 2023 | Bhubaneswar, Rourkela | Weltmeister (Feld)                            | Niklas Wellen                                                                                            |
| 2024 | Paris                 | Silbermedaille Olympische Sommerspiele (Feld) | Niklas Wellen                                                                                            |

### Hockeystadion „Gerd-Wellen-Hockeyanlage“
Die Gerd-Wellen-Hockeyanlage befindet sich im Krefelder Stadtteil Bockum. Sie liegt in der Vreed gegenüber dem Stadtwald. Seit Jahren ist sie Austragungsort hochklassiger Hockeyspiele. Neben den Bundesligaspielen des CHTC haben hier auch schon etliche Länderspiele der deutschen Hockeynationalmannschaft stattgefunden.
Die Anlage besitzt zwei Kunstrasenplätze.

## Tennis

### Herren
Der Kader der 1. Herren des Tennisbereichs vom CHTC besteht zum einen aus einem Teil des Trainerstabs der Tennisschule. Dazu gehören Michael Sajczuk (Nr. 1) und Lars Kluthausen (Nr. 4), die die Rolle des Trainers sowie die des Teamchefs übernehmen und die Mannschaft zum zweimaligen Aufstieg 2006 in die Bezirksklasse C und 2008 in die Bezirksklasse B führten. Michael Sajczuk aus Polen führt als Nummer 1 den 1. Herrenbereich an und stellt als ehemaliger Verbandsligaspieler eine wichtige Person da. Lars Kluthausen übernahm 2005 die Rolle des Teamchefs im CHTC Tennisbereich und hat in organisatorischer sowie spielerischer Hinsicht einen großen Anteil an beiden Aufstiegen. Des Weiteren vervollständigen Lars Witteck (Nr. 2) als erfahrener und erfolgreicher Spieler und Fabian Schüler den CHTC Kader. Außerdem komplettieren der schwedische Doppelmeister Linus Sjöbrink an Nummer 5 und der aus der erfolgreichen Jugendarbeit hervorgegangene Nachwuchsspieler Niklas Hebborn an Nummer 6 die Mannschaft. Bernd Schüler, Thomas Raupach sowie Frank Mouritz vervollständigen den Kader mit einigen weiteren Nachwuchsspielern. Nach souveränem Aufstieg im Sommer 2008 verstärkt sich das Team mit Bezirksklasse-A Spieler Farid Soliman für die Hallenrunde 2008/09.

### Damen
Die Damenmannschaft spielte zeitweise in der 1. Tennis-Bundesliga. 1996 stieg man ab, nachdem man in der Abstiegsrunde sowohl bei RW Neu-Isenburg mit 5:4 als auch zu Hause gegen Weißenhof Stuttgart mit 1:5 verlor. Danach spielte das Damenteam in der Bezirksklasse und Bezirksliga, bevor 2007 der Aufstieg in die 2. Verbandsliga gelang, wo man 2007 einen zweiten Platz erreichen konnte.

## Persönlichkeiten
- Caroline Casaretto
- Bernhard Peters
- Christian Schulte
- Niklas Wellen
- Timo Wess
- Matthias Witthaus
- Klaus Michler